# Lịch sử Trung Á

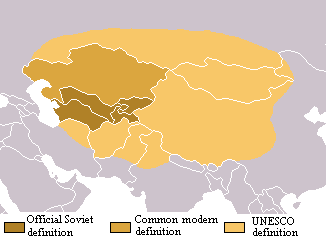
Các cách hiểu phạm vi Trung Á khác nhau. Theo cách hiểu của UNESCO, phạm vi Trung Á là toàn bộ 3 vùng màu vàng nhạt, vàng xậm và vàng nâu. Theo cách hiểu này, lịch sử Trung Á rất phong phú.

Các nước Trung Á

Lịch sử Trung Á chịu sự tác động chủ yếu của khí hậu và địa lý khu vực. Tính chất khô cằn của khu vực này gây khó khăn cho nông nghiệp trong khi việc không giáp biển đã hạn chế các tuyến thương mại. Vì thế, hầu như không có đô thị lớn hình thành trong khu vực. Các tộc người du mục thảo nguyên đã thống trị khu vực này suốt một thiên niên kỷ.
Quan hệ giữa những người du mục thảo nguyên và những người định cư trong và xung quanh khu vực Trung Á mang đậm nét xung đột. Các lối sống du canh du cư cũng phù hợp với chiến tranh, và các tay đua ngựa thảo nguyên đã trở thành một trong những đội quân thiện chiến nhất trên thế giới nhờ các kỹ thuật tàn phá và kỹ năng kỵ binh cung thủ của họ. Trong một số thời kỳ, các lãnh đạo bộ tộc hoặc sự thay đổi điều kiện lại tổ chức một số bộ tộc lại thành một lực lượng quân sự thống nhất và thường xuyên phát động các chiến dịch chinh phục, đặc biệt là vào các khu vực "văn minh" hơn. Một vài kiểu liên minh bộ tộc như vậy bao gồm cuộc xâm lược của người Hung vào châu Âu, cuộc di cư của các bộ tộc người Turk khác nhau vào Transoxiana, các cuộc tấn công các tộc người Ngũ Hồ vào Trung Quốc và đặc biệt là cuộc chinh phục của người Mông Cổ vào các lục địa Á-Âu.
Sự thống trị của những người du mục đã kết thúc vào thế kỷ XVI khi hỏa khí cho phép các thế lực thực dân giành quyền kiểm soát khu vực. Đế quốc Nga, nhà Thanh, và các thế lực khác bành trướng vào khu vực và chiếm đóng phần lớn Trung Á vào cuối thế kỷ XIX. Sau Cách mạng Nga năm 1917, Liên Xô đã hợp nhất phần lớn Trung Á. Các khu vực Trung Á của thuộc Liên Xô đã công nghiệp hóa mạnh mẽ và xây dựng kết cấu hạ tầng, song các nền văn hóa địa phương đã bị kiềm chế và tạo ra một di sản lâu dài những căng thẳng sắc tộc và vấn đề môi trường.
Sau khi Liên Xô sụp đổ vào năm 1991, năm quốc gia Trung Á gồm Kazakhstan, Uzbekistan, Turkmenistan, Kyrgyzstan và Tajikistan đã giành được độc lập. Trong tất cả các quốc gia mới này, các cựu quan chức Đảng Cộng sản vẫn nắm quyền, tạo thành các thế lực địa phương.

## Thời Cổ đại
Trong thiên niên kỷ thứ hai và thứ nhất trước Công nguyên, một loạt các nhà nước lớn và mạnh đã phát triển ở ngoại vi phía nam của Trung Á. Các đế quốc này đã nỗ lực chinh phục các bộ tộc thảo nguyên, nhưng chỉ thu được một số thành công không trọn vẹn. Đế quốc Media và Nhà Achaemenes đã cai trị các khu vực Trung Á. Có thể coi Đế quốc Hung Nô (209 TCN - 93 (hoặc 156) CN) là đế quốc Trung Á đầu tiên thiết lập một ví dụ cho các đế quốc Göktürk (Đột Quyết) và Mông Cổ sau này. Các bộ tộc Bắc Địch tổ tiên của Hung Nô thành lập nhà nước Trung Sơn (khoảng thế kỷ thứ VI TCN -.. khoảng năm 296 TCN) ở tỉnh Hà Bắc, Trung Quốc. Các tước hiệu Thiền vu từng được các đấng cai trị Hung Nô trước thiền vu Mặc Đốn sử dụng, do đó có thể nói rằng lịch sử trở thành nhà nước của Hung Nô bắt đầu từ lâu trước khi Mặc Đốn cai trị.
Tiếp nối thành công của cuộc Chiến tranh Hán-Hung Nô, các quốc gia Trung Quốc thường xuyên cố gắng bành trướng quyền lực của họ về phía tây. Mặc dù có sức mạnh quân sự, song các nhà nước Trung Quốc thấy khó có thể chinh phục toàn bộ khu vực.
Khi đối mặt với một lực lượng mạnh hơn, những người du mục có thể chỉ đơn giản rút lui sâu vào thảo nguyên và chờ đợi cho những kẻ xâm lược rời đi. Vì không có các thành phố và không có tài sản gì ngoài các đàn gia súc mà họ có thể mang đi cùng với mình, những người du mục không có gì để bị buộc phải bảo vệ. Một ví dụ về điều này là ghi chép chi tiết của Herodotus về chiến dịch vô ích của người Ba Tư đối với người Scythia. Những người Scythia, giống như hầu hết các đế chế du mục, đã định cư lâu dài với các quy mô khác nhau, đại diện cho các mức độ khác nhau của nền văn minh. Các khu vực định cư kiên cố ở Kamenka trên sông Dnepr, bắt đầu hình thành từ cuối thế kỷ V TCN, đã trở thành trung tâm của vương quốc Scythia dưới sự cai trị của Ateas, người đã thiệt mạng trong cuộc chiến chống lại Philippos II của Macedonia vào năm 339 TCN.
Một số đế chế, chẳng hạn như các đế quốc Ba Tư và Macedonia, đã xâm nhập sâu vào Trung Á bằng việc lập nên các thành phố và giành quyền kiểm soát những trung tâm thương mại. Các cuộc chinh phục của Alexander Đại đế đã giúp cho nền văn minh Hy Lạp cổ đại bành trướng đến tận Alexandria Eschate (nghĩa đen là "Alexandria xa nhất"), thành lập vào năm 329 TCN ở Tajikistan ngày nay. Sau khi Alexander mất năm 323 TCN, lãnh thổ Trung Á của ông rơi vào tay đế quốc Seleucid trong các cuộc chiến tranh Diadochi.
Năm 250 TCN, phần Trung Á của đế quốc Seleucid (Bactria) ly khai thành Vương quốc Hy Lạp-Bactria, và nước này có quan hệ rộng rãi với Ấn Độ và Trung Quốc cho đến khi nó diệt vong năm 125 TCN. Vương quốc Ấn-Hy Lạp, chủ yếu đóng ở khu vực Punjab ngày nay nhưng kiểm soát một phần khá rộng Afghanistan ngày nay, là nhà nước tiên phong trong phát triển Phật giáo Hy Lạp. Các Vương quốc Kushan (Quý Sương) đã phát triển mạnh trên một vùng rộng lớn của khu vực từ thế kỷ II TCN đến thế kỷ IV, và tiếp tục các truyền thống Hy Lạp và Phật giáo. Các nhà nước này đã phát triển thịnh vượng tại lãnh địa của họ dọc theo con đường tơ lụa nối liền Trung Quốc và châu Âu.
Tương tự như vậy, ở miền đông Trung Á, nhà Hán ở Trung Quốc ở thời kỳ hùng mạnh nhất đã bành trướng tới khu vực. Vào khoảng từ năm 115-60 TCN, quân Hán đã giao chiến với quân Hung Nô để giành quyền kiểm soát các thành bang ốc đảo ở lòng chảo Tarim. Nhà Hán cuối cùng đã thắng và thành lập Tây Vực đô hộ phủ vào năm 60 TCN để cai trị khu vực này. Sau đó, các vương quốc Kushan và đế quốc Hephthalite (Áp Đạt) đã nối tiếp thay thế nhà Hán ở khu vực này.
Sau đó, các thế lực bên ngoài như Đế quốc Sassanid đã đến và thống trị khu vực. Một trong những thế lực đó là Đế chế Parthia có nguồn gốc từ Trung Á, nhưng đã tiếp thu các truyền thống văn hóa Ba Tư-Hy Lạp. Đây là ví dụ đầu tiên về một chủ đề định kỳ của lịch sử Trung Á: Thỉnh thoảng người dân du mục xuất xứ Trung Á lại chinh phục các vương quốc và đế quốc xung quanh, nhưng để rồi nhanh chóng nhập vào nền văn hóa của các dân tộc bị chinh phục.
Tại thời kỳ này, Trung Á là một khu vực không đồng nhất với một hỗn hợp các nền văn hóa và tôn giáo. Phật giáo vẫn là tôn giáo lớn nhất, nhưng tập trung ở phía đông. Xung quanh Ba Tư, Bái Hỏa giáo trở nên quan trọng. Kitô giáo Nestorian truyền tới khu vực, nhưng chỉ trở thành tín ngưỡng dân tộc thiểu số. Ma Ni giáo thành công hơn, trở thành tín ngưỡng lớn thứ ba ở khu vực. Nhiều người Trung Á theo đồng thời hơn một tín ngưỡng, và gần như tất cả các tôn giáo địa phương được truyền cùng với các truyền thống bái vật giáo địa phương.
Các tộc người Turk bắt đầu thâm nhập khu vực vào thế kỷ VI, và cùng với đế chế Göktürk (Đột Quyết), các bộ tộc người Turk nhanh chóng tiến về phía tây và tỏa ra khắp khu vực Trung Á. Những người Uyghur nói tiếng Turk là một trong nhiều nhóm văn hóa riêng biệt nhập lại với nhau thông qua thương mại dọc theo con đường tơ lLụa tại Turfan, sau đó chịu sự cai trị của nhà Đường từ Trung Quốc. Những người Uyghur, chủ yếu là dân du mục chăn nuôi gia súc, đã tiếp thu một số tôn giáo trong đó có Ma Ni giáo, Phật giáo và Kitô giáo dòng Nestorian. Nhiều đồ tạo tác từ thời kỳ này đã được phát hiện trong thế kỷ XIX tại vùng hoang mạc xa xôi này.

## Thời Trung cổ
Dưới thời nhà Tùy và nhà Đường, Trung Quốc đã bành trướng sang phía đông Trung Á. Chính sách đối ngoại của Trung Quốc đối với phía bắc và phía tây thời bây giờ là đối phó với những tộc người Turk du mục, những tộc người chiếm ưu thế nhất ở Trung Á lúc ấy. Để xử lý và tránh mọi mối đe dọa từ các tộc người Turk, nhà Tùy đã một mặt gia cố thành quách mặt khác tiếp các đoàn thương gia và cống nạp của người Turk. Nhà Tùy đã gả công chúa cho các lãnh đạo cộng đồng người Turk, tổng cộng bốn người vào các năm 597, 599, 614, và 617. Nhà Tùy cũng thực hiện chính sách chia rẽ và kích động các nhóm dân tộc chống lại người Turk.
Ngay từ thời nhà Tùy, các tộc người Turk đã trở thành lực lượng quân sự lớn trong quân đội Trung Quốc. Khi người Khiết Đan bắt đầu đánh phá miền đông bắc Trung Quốc năm 605, một vị tướng người Hán đã dẫn 2 vạn quân  người Turk đi đánh trả, cướp gia súc và phụ nữ của người Khiết Đan làm phần thưởng cho quân lính. Hai lần giữa năm 635 và 636, nhà Đường đã gả công chúa cho các tướng lĩnh người Turk đầu quân trong quân đội nhà Đường.
Trong suốt thời nhà Đường cho đến khi kết thúc 755, đã có khoảng mười tướng người Turk đầu quân cho nhà Đường. Trong khi hầu quân nhà Đường là người Hán, thì phần lớn các quân do tướng các tướng người Turk chỉ huy lại không phải là người Hán và họ chủ yếu đóng quân ở biên giới phía tây, nơi quân lính người Hán rất it. Một số đơn vị quân "người Turk" thực ra lại là người Hán du mục hóa, một hiện tượng "khử Hán hóa".
Nội chiến ở Trung Quốc đã gần như hoàn toàn giảm vào năm 626, cùng với sự thất bại tại Ordos vào năm 628 của cuộc khởi nghĩa Lương Sư Đô; sau khi những xung đột nội bộ bị dập tắt, nhà Đường bắt đầu phát động một cuộc tấn công chống lại người Turk. Năm 630, quân nhà Đường quân đội đã chiếm được khu vực hoang mạc Ordos, ở tỉnh Nội Mông và phía Nam Mông Cổ ngày nay, từ người Turk.
Sau chiến thắng quân sự này, Đường Thái Tông được nhiều tộc người Turk khác nhau trong khu vực tôn là Đại Hãn và cam kết trung thành. Ngày 11 tháng 6 năm 631, Đường Thái Tông cũng gửi sứ giả đến Xueyantuo (Tiết Diên Đà) mang theo vàng và lụa để thuyết phục thả các tù nhân người Hán bị bắt làm nô lệ - những người bị bắt trong thời kỳ chuyển tiếp từ nhà Tùy sang nhà Đường ở vùng tiền tuyến phía Bắc; sứ đoàn này đã thành công trong việc giải phóng 80.000 nam nữ người Hán để trở về Trung Quốc.
Trong khi người Turk đã định cư tại các khu vực hoang mạc Ordos (lãnh thổ cũ của Hung Nô), nhà Đường đã thực hiện chính sách quân sự thống trị vùng thảo nguyên trung tâm. Giống như nhà Hán trước đó, nhà Đường cùng với các đồng minh người Turk như người Uyghur, đã chinh phục Trung Á trong thập niên 640 và 650. Dưới triều Đường Thái Tông, các chiến dịch lớn đã được tiến hành không chỉ nhằm vào Göktürk (Đột Quyết), mà còn các chiến dịch riêng biệt chống lại Tuyuhun (Thổ Dục Hồn) và Xueyantuo. Đường Thái Tông cũng đã phát động chiến dịch chống lại các bang ốc đảo ở lòng chảo Tarim, bắt đầu bằng sự thôn tính Qara-hoja (Cao Xương) năm 640. Vương quốc lân cận Karasahr đã bị nhà Đường thôn tính vào năm 644 và tiếp sau đó là vương quốc Kucha (Quy Từ) bị chinh phục năm 649.
Công cuộc bành trướng sang Trung Á của nhà Đường được tiếp tục dưới triều Đường Cao Tông, người đã xâm chiếm lãnh địa của các tộc người Turk phía Tây lúc đó do Khắc hãn Ashina Helu cai trị vào năm 657. Ashina đã bị đánh bại và khaganate được sáp nhập vào đế quốc Đường. Các lãnh thổ mới này được cai trị thông qua An Tây Đô hộ phủ và bốn đơn vị đồn trú của An Tây. Bá quyền nhà Đường đã vượt qua dãy núi Pamir ở Tajikistan và Afghanistan ngày nay và chỉ bị chặn lại bởi cuộc nổi dậy của người Turk, nhưng nhà Đường vẫn duy trì được sự hiện diện quân sự ở Tân Cương. Tuy nhiên, Tân Cương sau đó bị Thổ Phồn (Tây Tạng) từ phía Nam xâm chiếm vào năm 670. Sau thời điểm ấy, lòng chảo Tarim nằm dưới sự kiểm soát lúc thì của nhà Đường lúc thì của Thổ Phồn (Tây Tạng), những thế lực lớn tranh giành nhau kiểm soát Trung Á lúc đó.
Cuộc cạnh tranh giữa nhà Đường và Thổ Phồn thỉnh thoảng được giải quyết bằng liên minh hôn nhân như cuộc kết hôn giữa công chúa Văn Thành (mất năm 680) với  Songtsän Gampo (Tùng Tán Cán Bố). Một truyền thống Tây Tạng cho rằng sau khi Songtsän Gampo mất năm 649, quân nhà Đường đã đánh chiếm Lhasa. Học giả Tây Tạng Tsepon W. D. Shakabpa tin rằng điều này không phải sự thật và rằng "những báo cáo lịch sử về sự xuất hiện của quân đội Trung Quốc là không chính xác" và tuyên bố rằng sự kiện như thế không được nhắc đến trong biên niên sử Trung Quốc cũng không phải trong ghi chép của Đôn Hoàng.
Đã có một loạt các cuộc xung đột giữa Thổ Phồn ở lòng chảo Tarim trong các năm 670-692 và 763. Người Tây Tạng thậm chí chiếm được kinh đô Tràng An của nhà Đường trong 15 ngày trong Loạn An Sử. Trong thực tế, chính trong cuộc nổi dậy này, nhà Đường đã phải rút các đơn vị đồn trú phía tây của mình đóng quân ở khu vực Cam Túc và Thanh Hải ngày nay, và người Tây Tạng sau đó đã chiếm đóng khu vực này cùng với khu vực mà nay là Tân Cương. Sự thù địch giữa nhà Đường và Thổ Phồn kéo dài cho đến khi một hiệp ước hòa bình chính thức được ký kết vào năm 821. Các điều khoản của hiệp ước này, bao gồm cả biên giới cố định giữa hai nước, được ghi lại bằng hai thứ tiếng trên một cột đá bên ngoài chùa Jokhang ở Lhasa.
Trong thế kỷ VII, Islam giáo bắt đầu xâm nhập khu vực. Những người Ả Rập du mục sa mạc đã đánh bạt những người du mục của thảo nguyên, và đế chế Ả Rập đầu tiên đã giành các khu vực Trung Á. Các cuộc chinh phục đầu tiên dưới sự chỉ huy của Qutayba ibn Muslim (705-715) đã bị chặn lại bởi sự kết hợp giữa các cuộc nổi dậy của các dân tộc tại chỗ và cuộc xâm lược của người Turgesh, nhưng sự sụp đổ của khắc hãn Turgesh sau năm 738 đã mở đường cho việc tái áp đặt của chính quyền Islam giáo dưới thời Nasr ibn Sayyar.
Cuộc xâm lược quân Ả Rập đã đẩy lùi ảnh hưởng của Trung Quốc khỏi miền Tây Trung Á. Trong trận Talas năm 751, một đội quân Ả Rập đánh bại hoàn toàn lực lượng nhà Đường, và trong nhiều thế kỷ tiếp theo các thế lực Trung Đông đã thống trị khu vực này. Tuy nhiên, Islam giáo hóa ồ ạt chỉ bắt đầu từ thế kỷ IX, cùng lúc với sự phân chia quyền lực chính trị của Abbasid và sự xuất hiện của các triều đại Iran và Turk địa phương chẳng hạn như Vương triều Samanid.

## Thời kỳ các đế quốc thảo nguyên
Các dân tộc thảo nguyên đã nhanh chóng thống trị Trung Á, buộc các thành bang và vương quốc chia cắt phải cống nộp nếu không sẽ bị hủy diệt. Tuy nhiên, năng lực quân sự của các dân tộc thảo nguyên bị hạn chế bởi tính thiếu cấu trúc chính trị trong các bộ lạc. Thỉnh thoảng, các nhóm lại liên hiệp lại dưới sự lãnh đạo của một đại hãn (khan). Khi số lượng lớn của dân du mục liên minh với nhau, sức mạnh và sức tàn phá của họ tăng lên, giống như khi người Hung Nô tấn công Tây Âu. Tuy nhiên, theo truyền thống các lãnh địa chinh phục được được chia cho các con trai của khan, vì thế, những đế chế này thường suy giảm cũng nhanh như khi chúng hình thành.
Khi các cường quốc nước ngoài bị trục xuất, một số đế quốc bản địa đã hình thành ở Trung Á. Các đế quốc Hephthalite là các thế lực mạnh nhất trong số các nhóm du mục tại thế kỷ VI và VII và kiểm soát phần lớn khu vực. Trong thế kỷ X và XI khu vực bị phân chia giữa một số quốc gia hùng mạnh bao gồm Vương triều Samanid của người Turk Seljuk và Đế quốc Khwarezmid.
Khi Thành Cát Tư Hãn thống nhất các bộ tộc Mông Cổ, sức mạnh Trung Á đã vượt xa ra ngoài phạm vi khu vực. Sử dụng kỹ thuật quân sự cao cấp, đế quốc Mông Cổ đã bánh trường và thâu tóm Trung Á và Trung Quốc và bộ phận lớn Nga, và Trung Đông. Sau khi Thành Cát Tư Hãn chết năm 1227, hầu hết Trung Á tiếp tục bị chi phối bởi người kế thừa ông ở đây - hãn quốc Chagatai (Sát Hợp Đài). Trạng thái này chỉ tồn tại trong thời gian ngắn, khi năm 1369 Timur, một nhà lãnh đạo gốc Turk trong truyền thống quân sự Mông Cổ, đã chinh phục hầu hết các khu vực.
Duy trì sự tồn tại của một đế quốc thảo nguyên còn không khó bằng cai trị các vùng đất chinh phục được bên ngoài khu vực. Trong khi các dân tộc thảo nguyên Trung Á thấy việc chinh phục của các khu vực bên ngoài này dễ dàng, họ lại thấy gần như không thể chi phối chúng. Các cơ cấu chính trị lan tỏa của các liên minh thảo nguyên khó được chấp nhận thành nhà nước phức tạp của các dân tộc tại chỗ ở nơi họ đến chiếm đóng. Hơn nữa, quân đội của những người du mục dựa trên số lượng lớn ngựa, thường là ba hoặc bốn con cho mỗi chiến binh. Duy trì các lực lượng này cần những vùng đất chăn thả rộng lớn, mà rất khó có bên ngoài thảo nguyên. Mỗi thời gian dài xa quê hương như vậy sẽ làm cho các đội quân thảo nguyên dần dần tan rã. Để cai trị các dân tộc tại chỗ, các dân tộc thảo nguyên đã buộc phải dựa vào chính quyền địa phương, một yếu tố dẫn đến sự đồng hóa nhanh chóng của những người du mục vào nền văn hóa của những người mà họ đã chinh phục. Một hạn chế quan trọng nữa là quân đội, hầu như không thể xâm nhập vào khu vực phía bắc đầy rừng; do đó, các nhà nước như Novgorod và Muscovy bắt đầu trỗi dậy.
Trong thế kỷ XIV phần lớn Trung Á, và nhiều khu vực ngoài Trung Á, bị Timur (1336-1405), người mà phương Tây gọi là Tamerlane, chinh phục. Chính dưới triều Timur, các nền văn hóa du mục thảo nguyên Trung Á hợp nhất với văn hóa ổn định của Ba Tư (Iran). Một trong những hệ quả của nó là một ngôn ngữ hình ảnh hoàn toàn mới tôn vinh Timur và các đấng cai trị kế tục Timur. ngôn ngữ hình ảnh này cũng được sử dụng để trình bày rõ cam kết của họ với Islam giáo. Tuy nhiên, đế chế rộng lớn của Timur sụp đổ ngay sau khi ông chết. Khu vực này sau đó bị phân chia giữa một loạt các hãn quốc nhỏ hơn, bao gồm cả các hãn quốc Khiva, hãn quốc Bukhara, hãn quốc Kokand, và hãn quốc Kashgar.